# Phylloicus velteni
Phylloicus velteni is een fossiele soort schietmot uit de familie Calamoceratidae.